# العصر البرونزي في رومانيا
العصر البرونزي في رومانيا هو فترة من التسلسل الزمني لرومانيا ما قبل التاريخ وينقسم إلى العصر البرونزي المبكر ( ق. 3500 - 2200 قبل الميلاد)، العصر البرونزي الوسيط ( ق. 2200 - 1600/1500 قبل الميلاد)، والعصر البرونزي المتأخر ( ق. 1600 / 1500-1100 قبل الميلاد).

## التحقيب
طُبقت عديد تقسيمات زمنية للعصر البرونزي على المنطقة الرومانية. مثال على ذلك هو تحقيب بول رينكه لمنطقة أوروبا الوسطى، والتي قسمت العصر البرونزي إلى أربع مراحل (A و B و C و D) بناءً على الارتباطات بين الموجودات البرونزية التي عُثر عليها.

## السمات

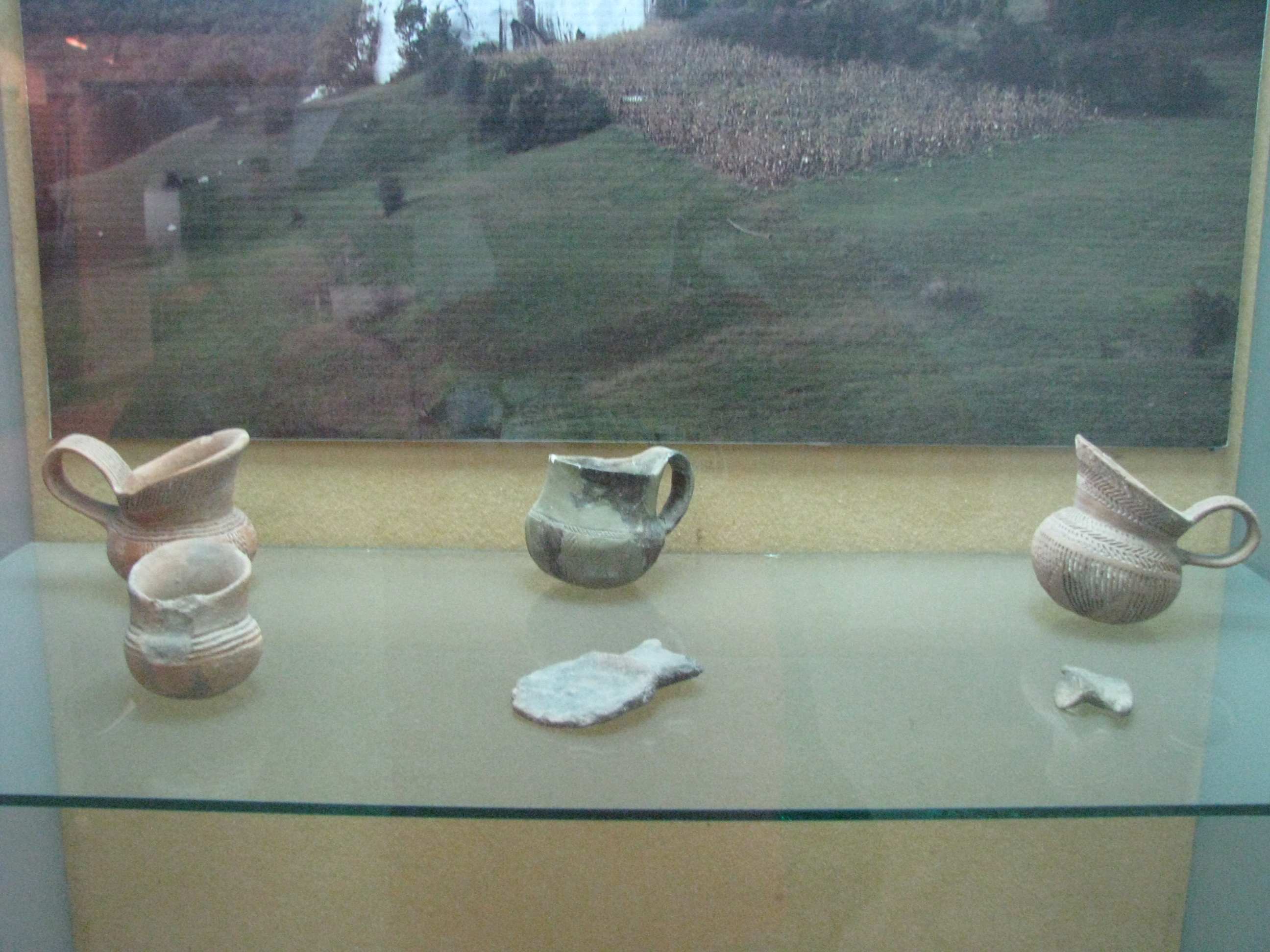
حضارة الفخار كوكوفيني في متحف أيود للتاريخ، أيود

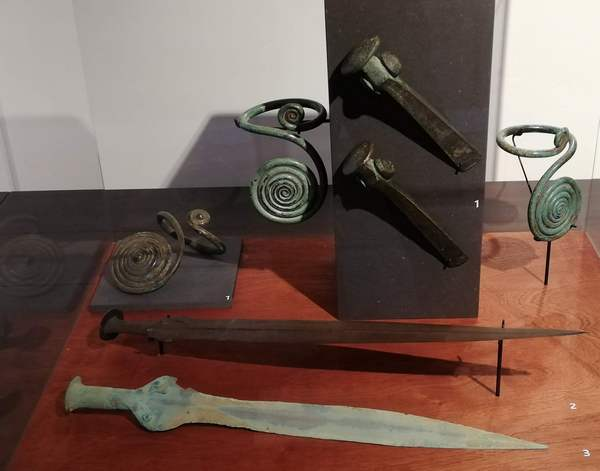
القطع الأثرية لحضارة ويتنبرغمعروضة في المتحف الوطني لتاريخ ترانسيلفانيا، كلوج نابوكا

خلال العصر البرونزي، كانت هناك بعض التطورات الهامة من العصر الحجري النحاسي، مع تحسينات كبيرة في الاقتصاد .
اعتمد الاقتصاد المحلي في العصر البرونزي على تربية الماشية (الأغنام والماعز والخنازير). قامت حضارة ويتنبرغ بتربية الماشية الكبيرة والخيول من أجل النقل والطعام. في هذا الوقت، زاد الإنتاج الفني أيضًا بشكل كبير، على سبيل المثال صنعت حضارة غارلا ماري تماثيل صغيرة من الطين.
في العصر البرونزي المبكر ( ق. 3500 - 2200 قبل الميلاد)، توجد الأدلة الأثرية لحضارات مختلفة تتطور، بما في ذلك حضارة بادن-كوفيني، وحضارة سيرنافود الثالث-بيليراز، وحضارة غلينا-شنكنبيرج وحضارة فيربيشوارا . كانت المهن الشائعة هي الزراعة والتعدين وتربية الحيوانات . كانت المنازل مستطيلة ومتوسطة الحجم. أنتجت الفترة الأخيرة من العصر البرونزي المبكر مجموعة واسعة من الحلي ( حلقات دائرية، وأساور، وقلائد، وحلي متدلية مكونة من النحاس والذهب والفضة وخاصة البرونز).
اكتشفت حضارة فيربيسيوارا في عام 1949 من خلال الحفريات التي تحمل اسم المنتجع. فيما يتعلق بعادات الدفن، فقد اعتبرت بداية دفن الموتى.
في العصر البرونزي الوسيط ( ق. 2200 إلى 1600/1500 قبل الميلاد)، حُدد تعداد سكان رومانيا والدول المجاورة من خلال ظهور العديد من الحضارات الرئيسة. ومن بين هذه الأماكن البارزة حضارة أوتوماني (التي شوهدت أيضًا في سلوفاكيا)، وحضارة فيتنبرغ (التي شوهدت في ترانسيلفانيا )، وحضارة موريس، وحضارة غارلا ماري (التي عثر منها على تماثيل صغيرة وتماثيل طينية رائعة).

## الدِين
أدخل العصر البرونزي الطوائف الشمسية أو الأورانية. صُورت بعض الحلي، التي تعتبر رموزًا شمسية، بشكل متكرر على أجزاء من الخزف أو المعدن: دوائر متحدة المركز، ودوائر مصحوبة بأشعة، والصليب المعقوف . يعتبر حرق الموتى مرتبطًا بهذه الطوائف.
توجد في الأراضي الرومانية ثلاثة ملاذات معروفة تعود إلى العصر البرونزي: سولاسيا في مقاطعة بيهور ( الحضارة الأوتومانية، المرحلة الثانية). الحضارات الوحيدة في هذه المنطقة الممثلة بشكل جيد في هذا الصدد هي حضارة غارلا ماري زوتو بردو وحضارة Bijelo Szeremle Brdo-Dalj (موجودة أيضًا في المجر وكرواتيا ). عُثر على حوالي 340 قطعة في منطقة الحضارتين، 244 منها في منطقة غارلا ماري.
عُثر على فؤوس طينية مصغرة (فؤوس أو مطارق أو فؤوس مزدوجة) تنتمي إلى هذه الفترة. غالبًا ما توجد فؤوس لابريس المزدوجة في عوالم الكريتية والميسينية، حيث تحدث غالبًا في طقوس ومقابر معقدة (على سبيل المثال قبر الفأس المزدوج كنوسوس ). في السياق الميسيني، تمتلك المختبرات مجموعة واسعة من الأحجام، من الأشكال المصغرة إلى الأشكال العملاقة التي يبلغ قياسها 1.20 مترًا. ومع ذلك، غالبًا ما يرتبط موقع لابريس بالقمر ويمكن أن يكون رمزًا لألهة الغطاء النباتي، سلف ديميتر، الذي عُثر عليه، على الأختام الميسينية، تحت شجرة. الإلهة لديها فأس في يدها وتتلقى الخشخاش والفواكه كهدايا.

## معرض الصور

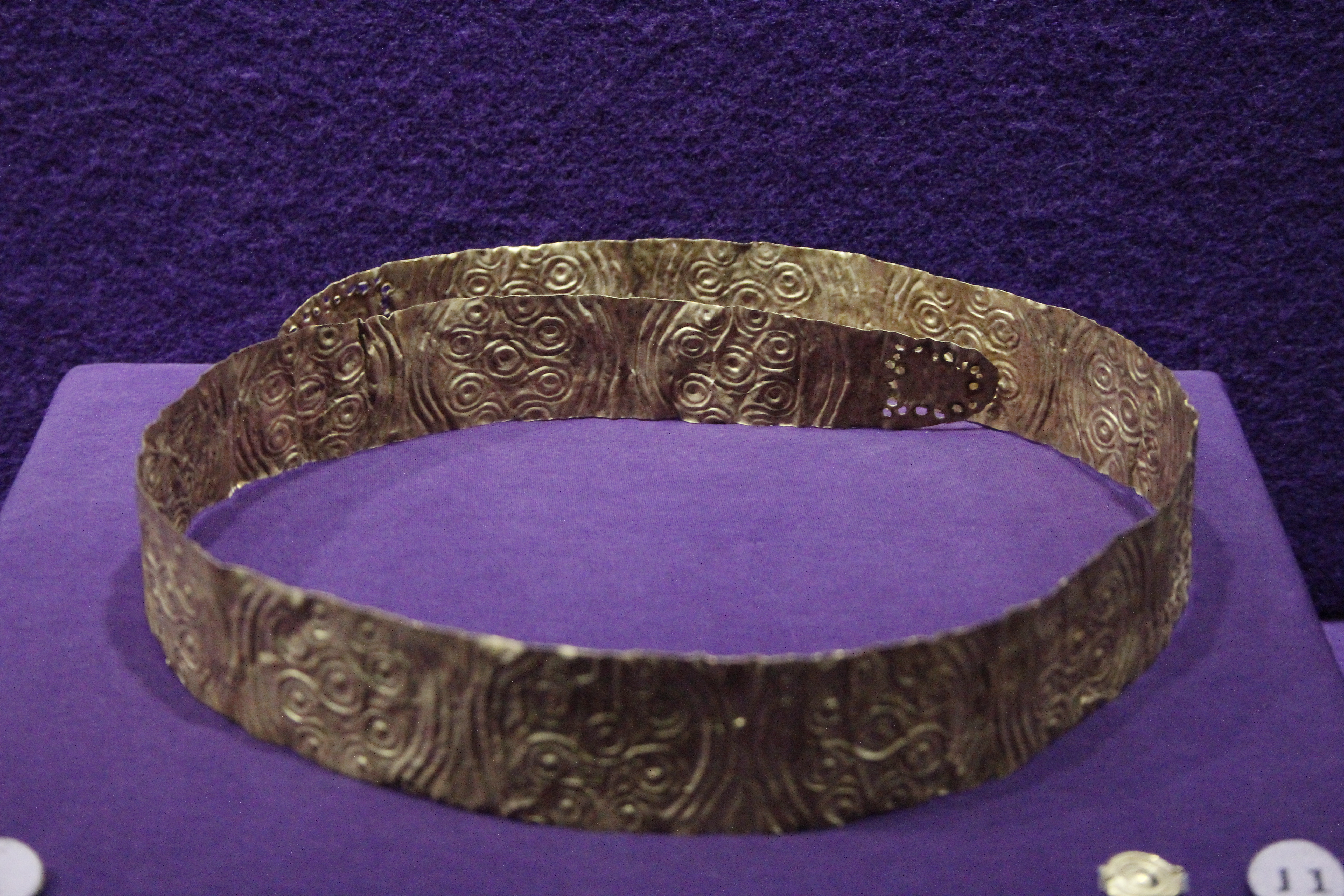
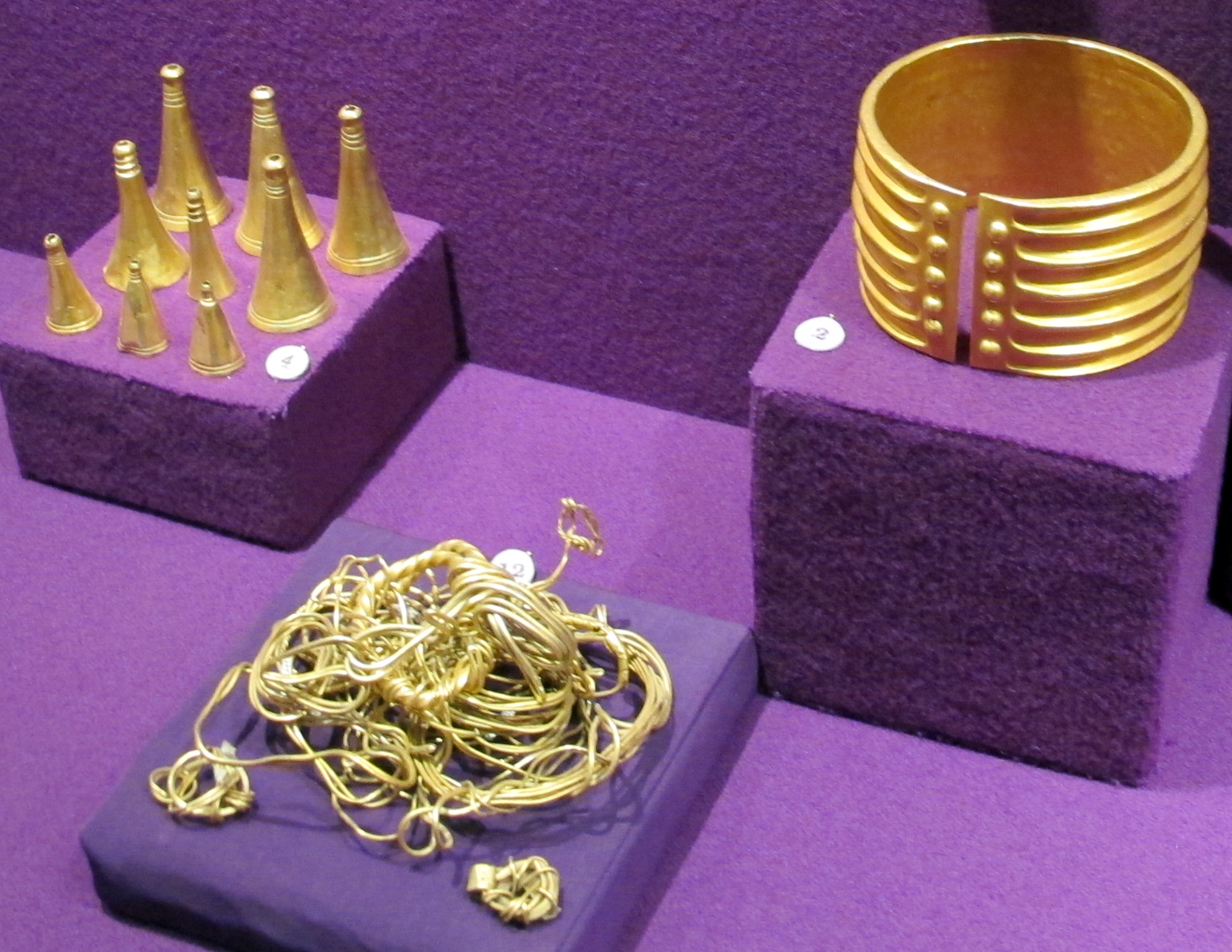
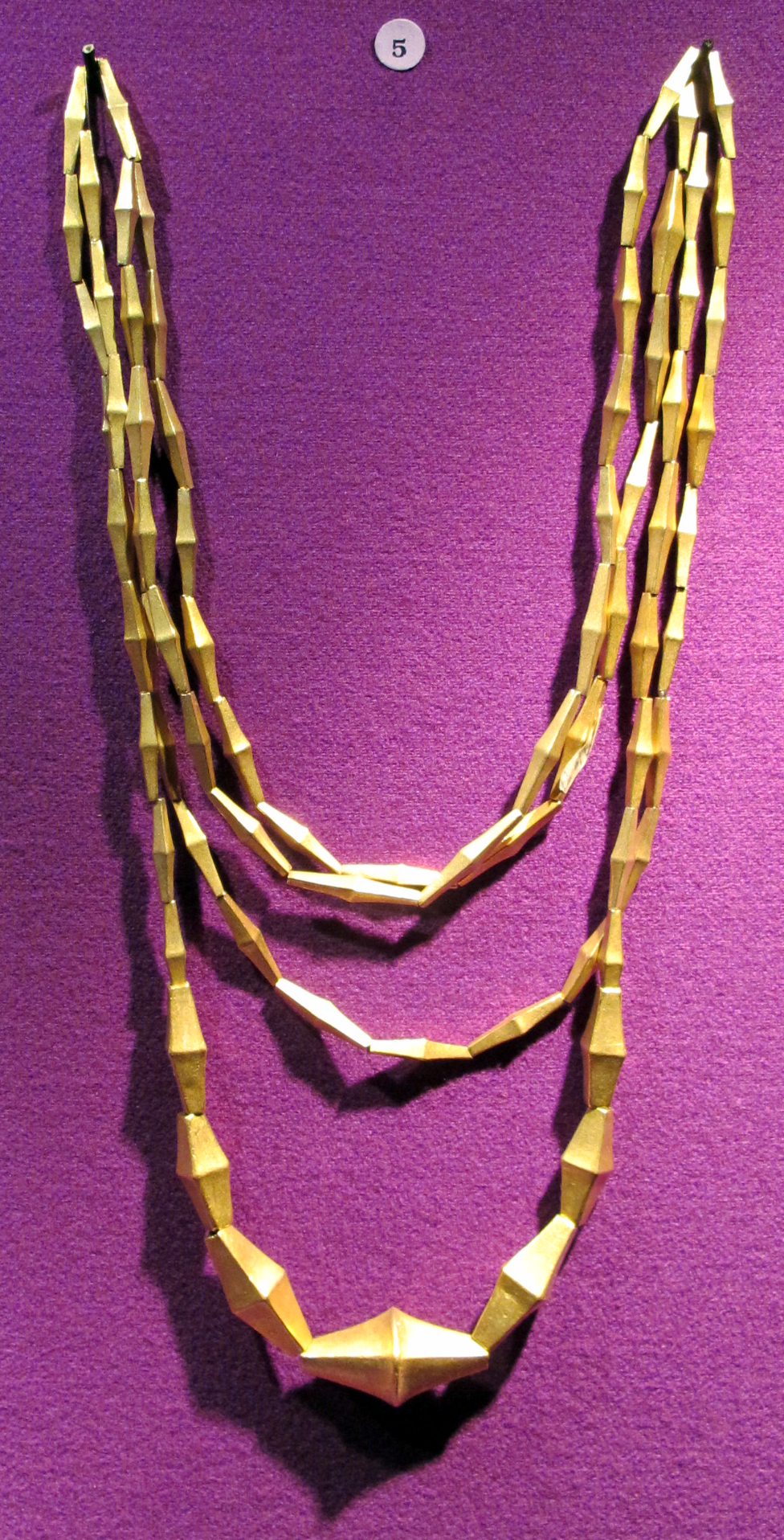
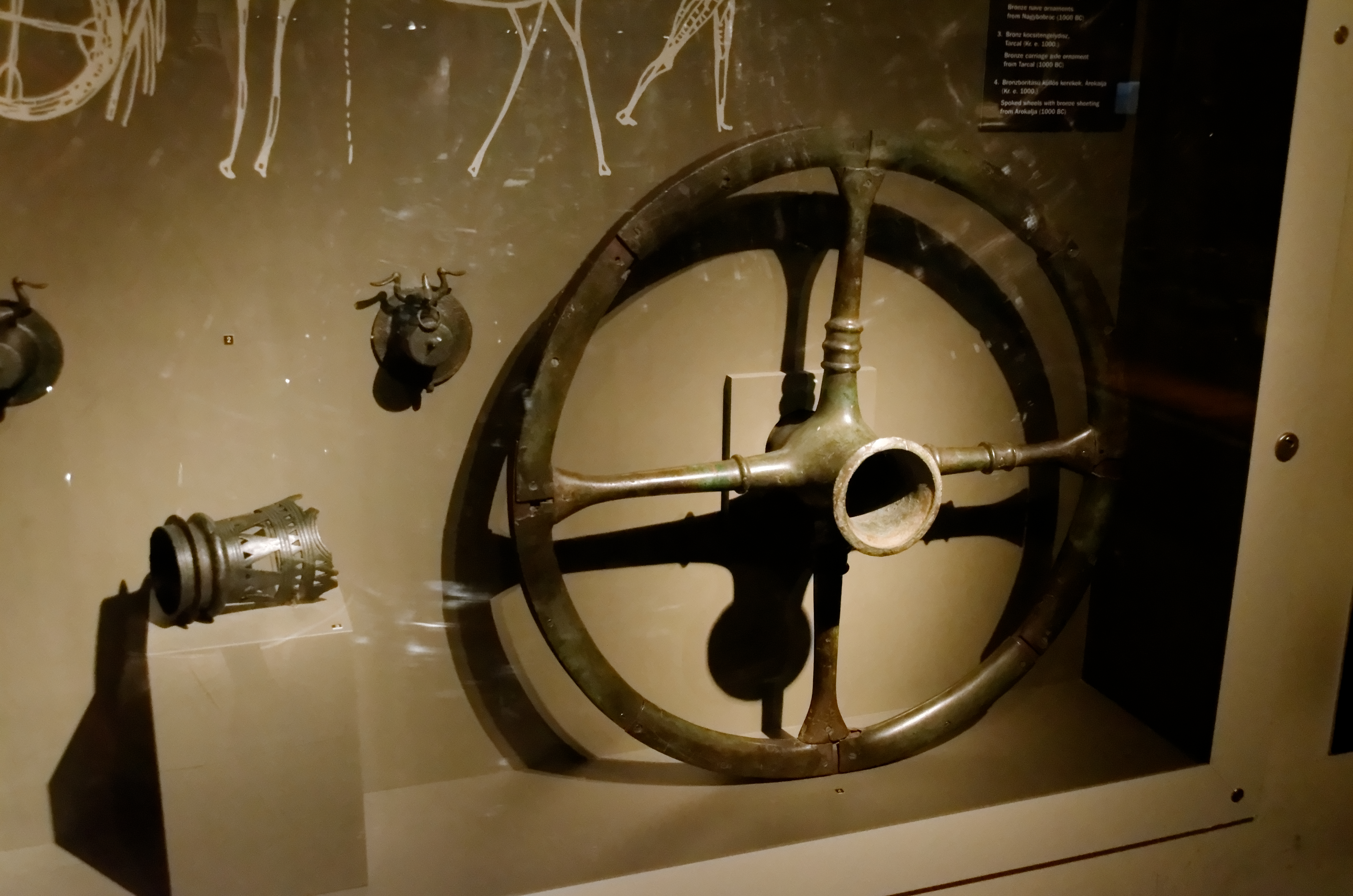
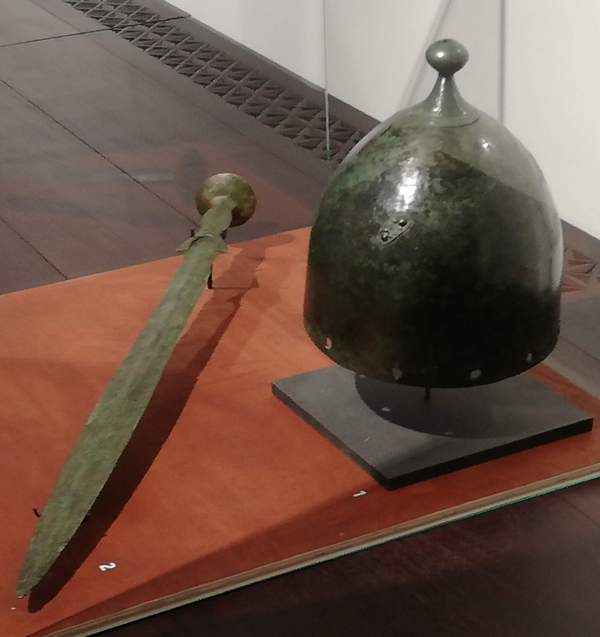
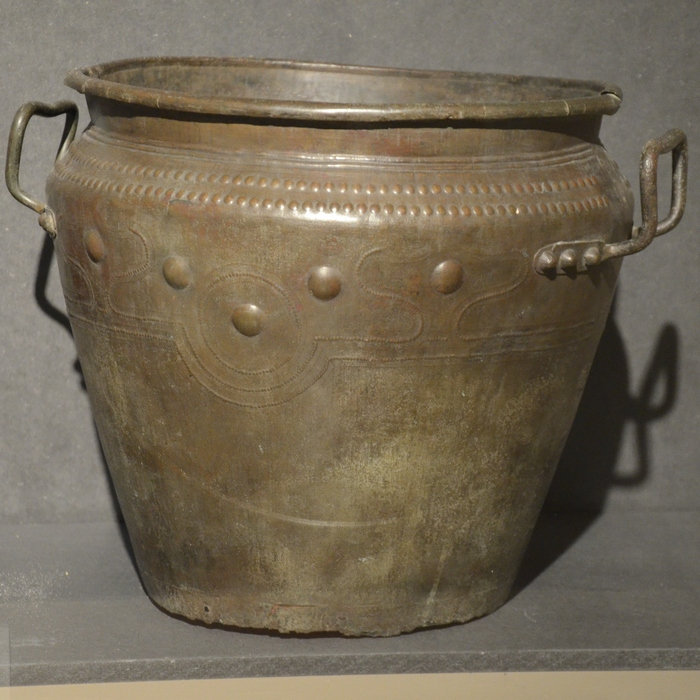
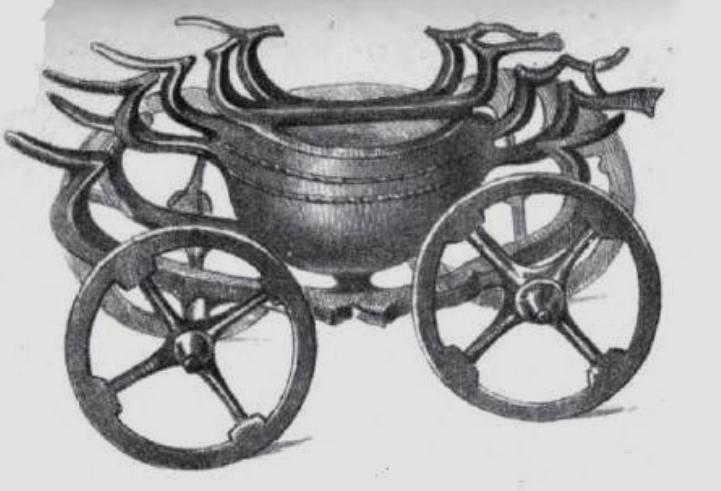
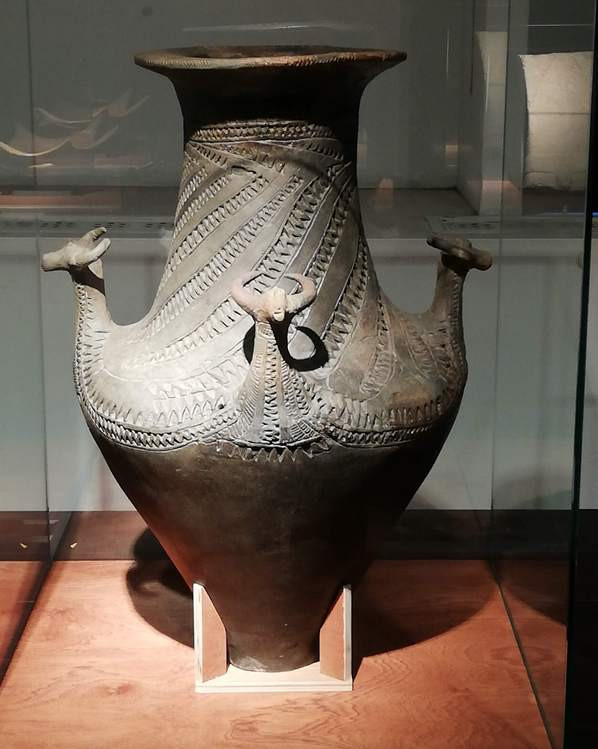
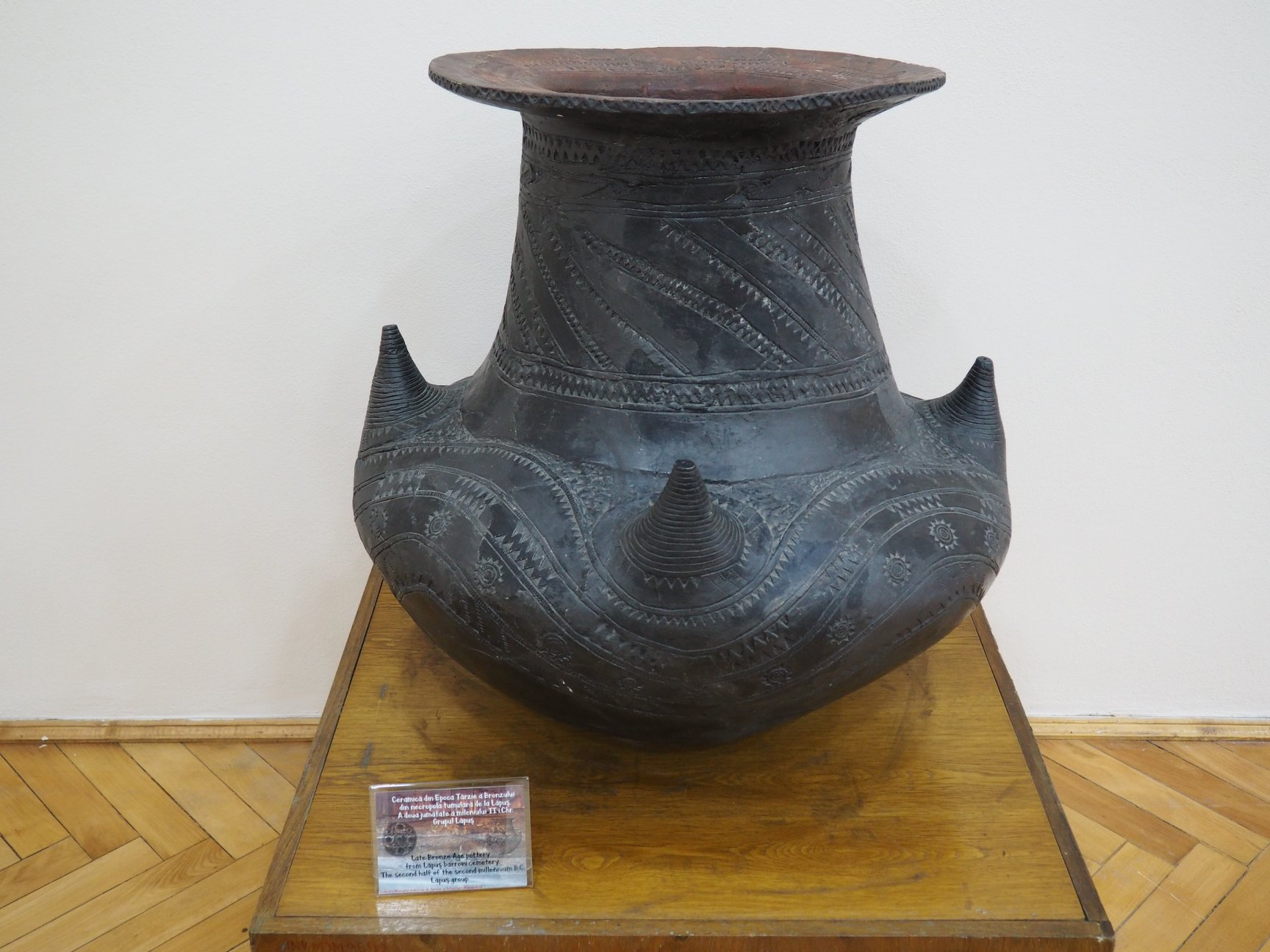
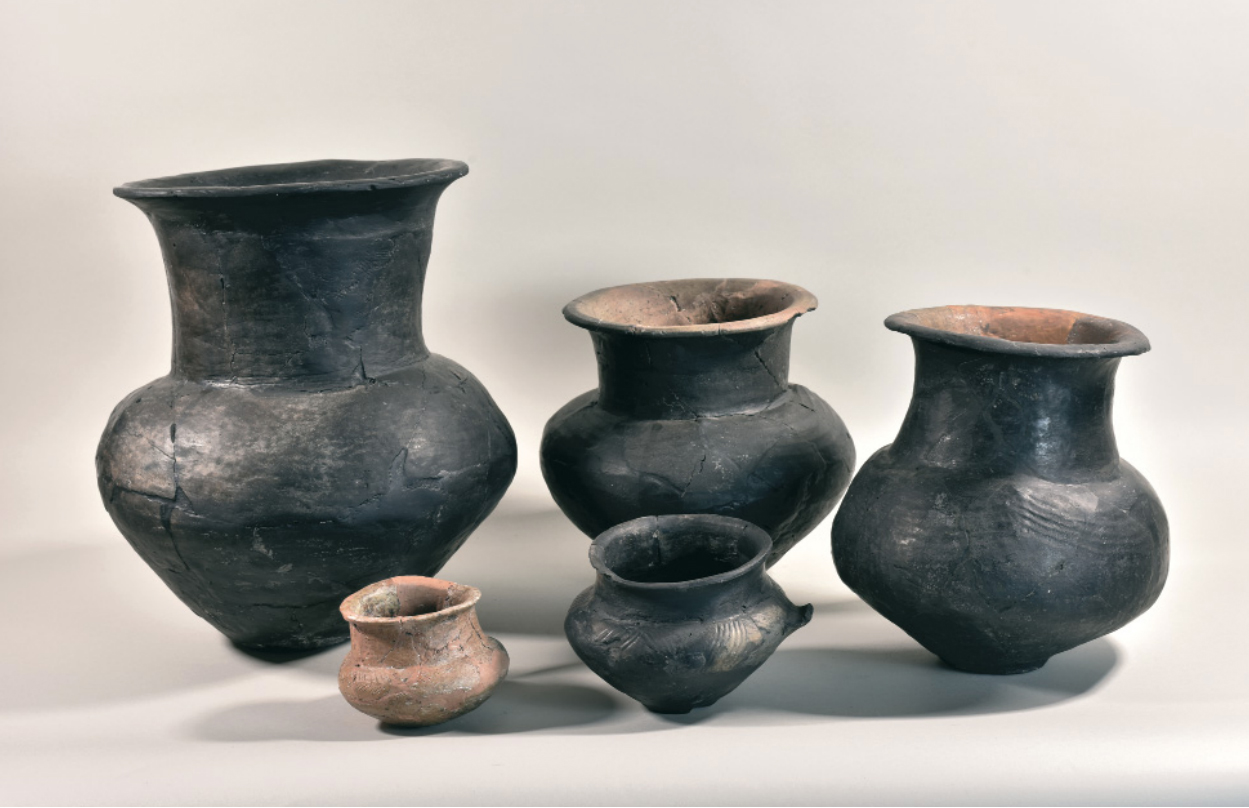
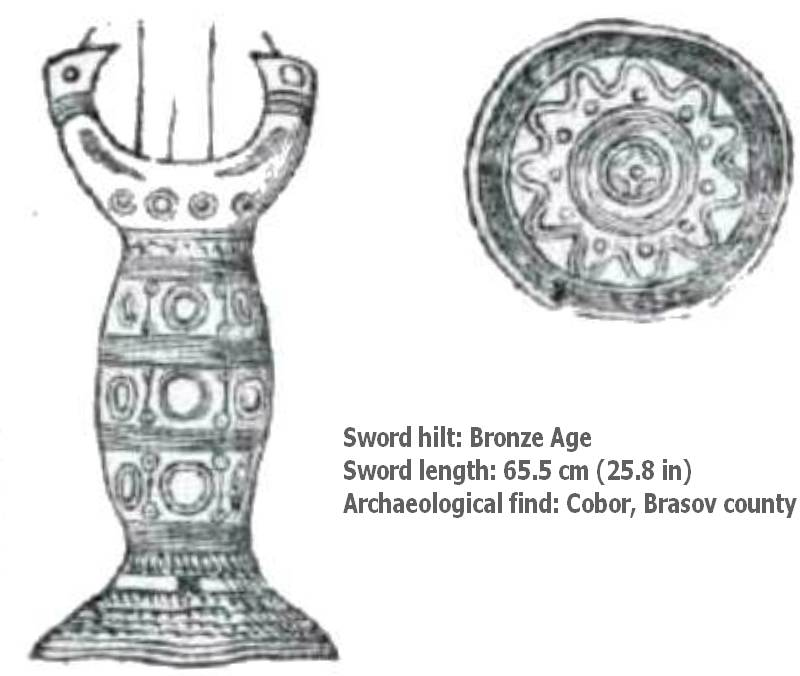
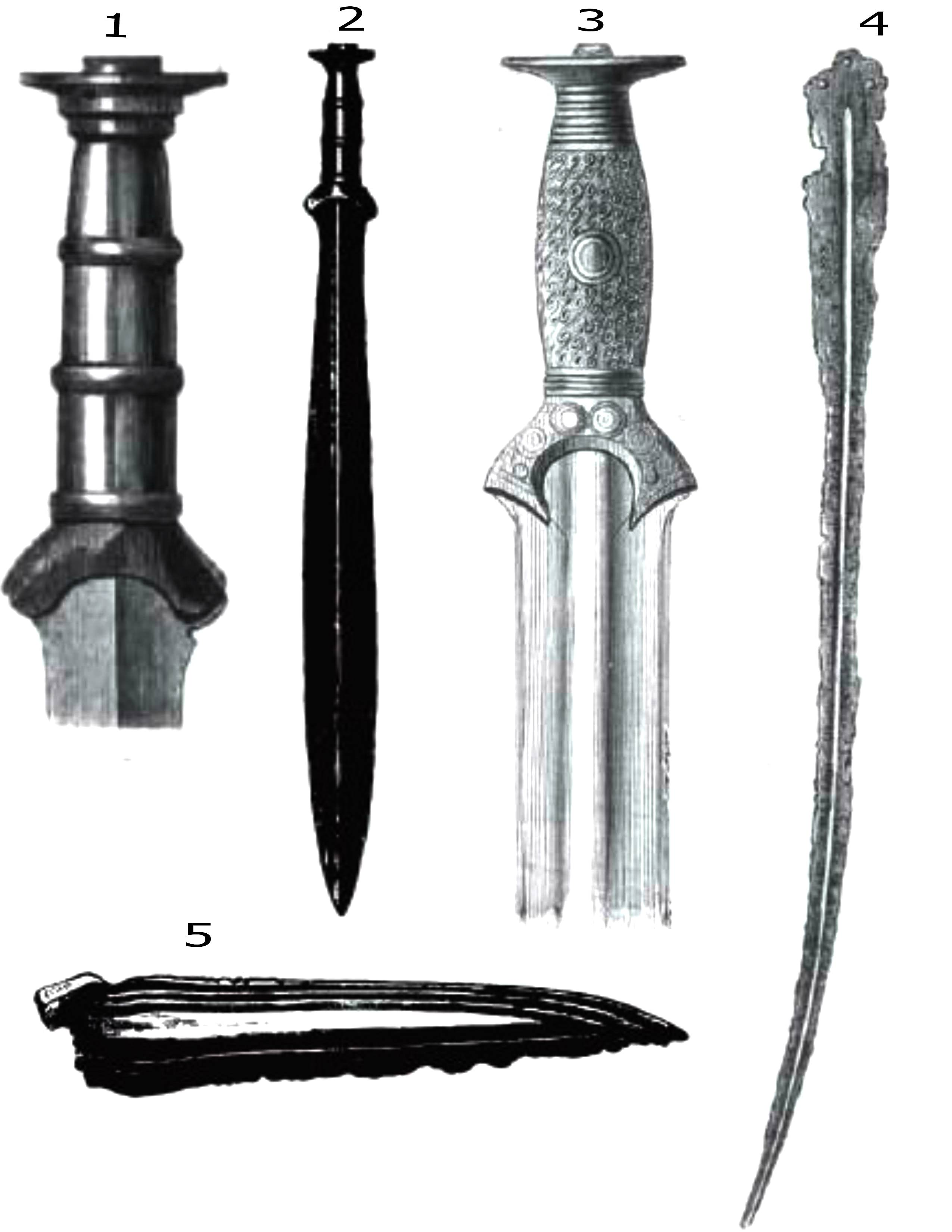
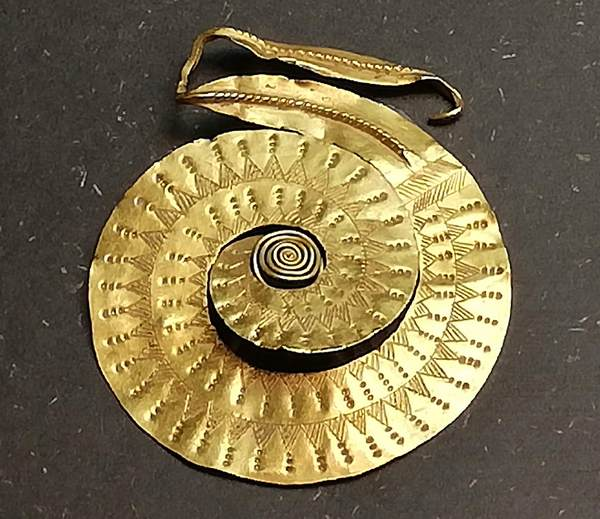
Sarasau hoard 1300-1200 BC
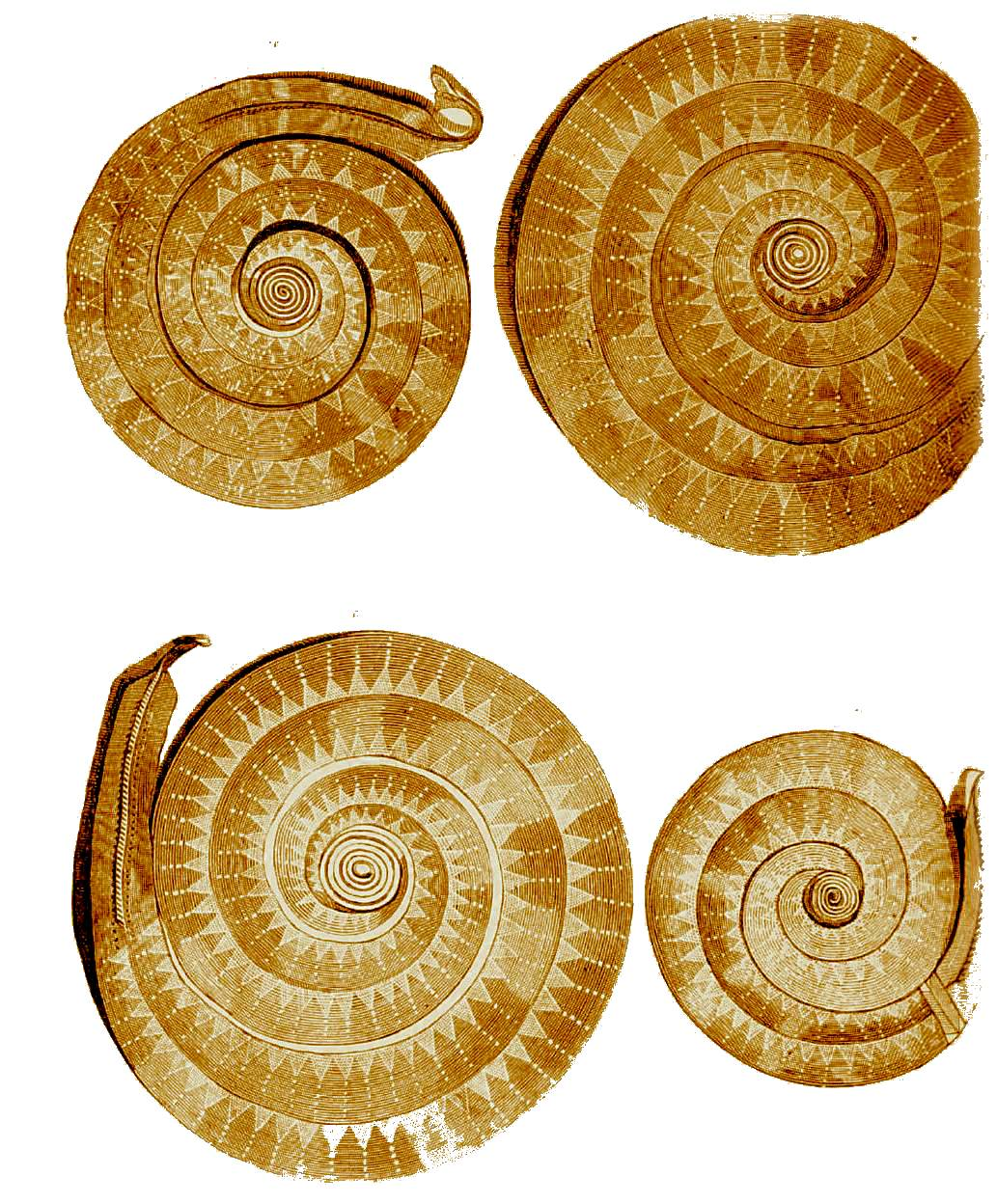
Sarasau hoard 1300-1200 BC
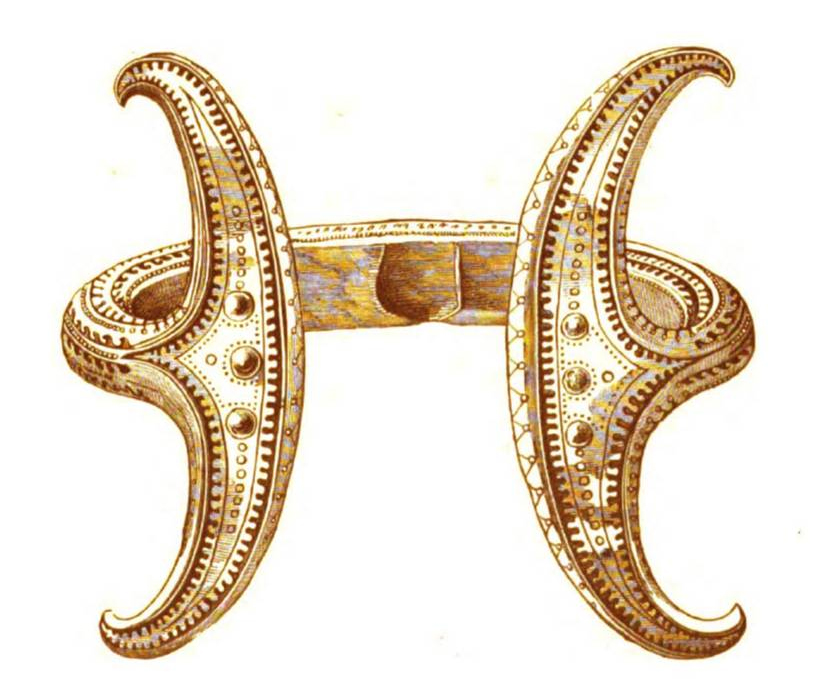
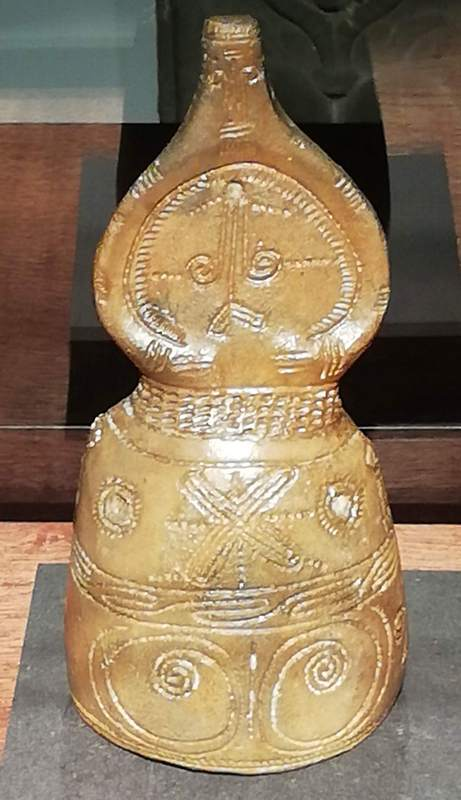
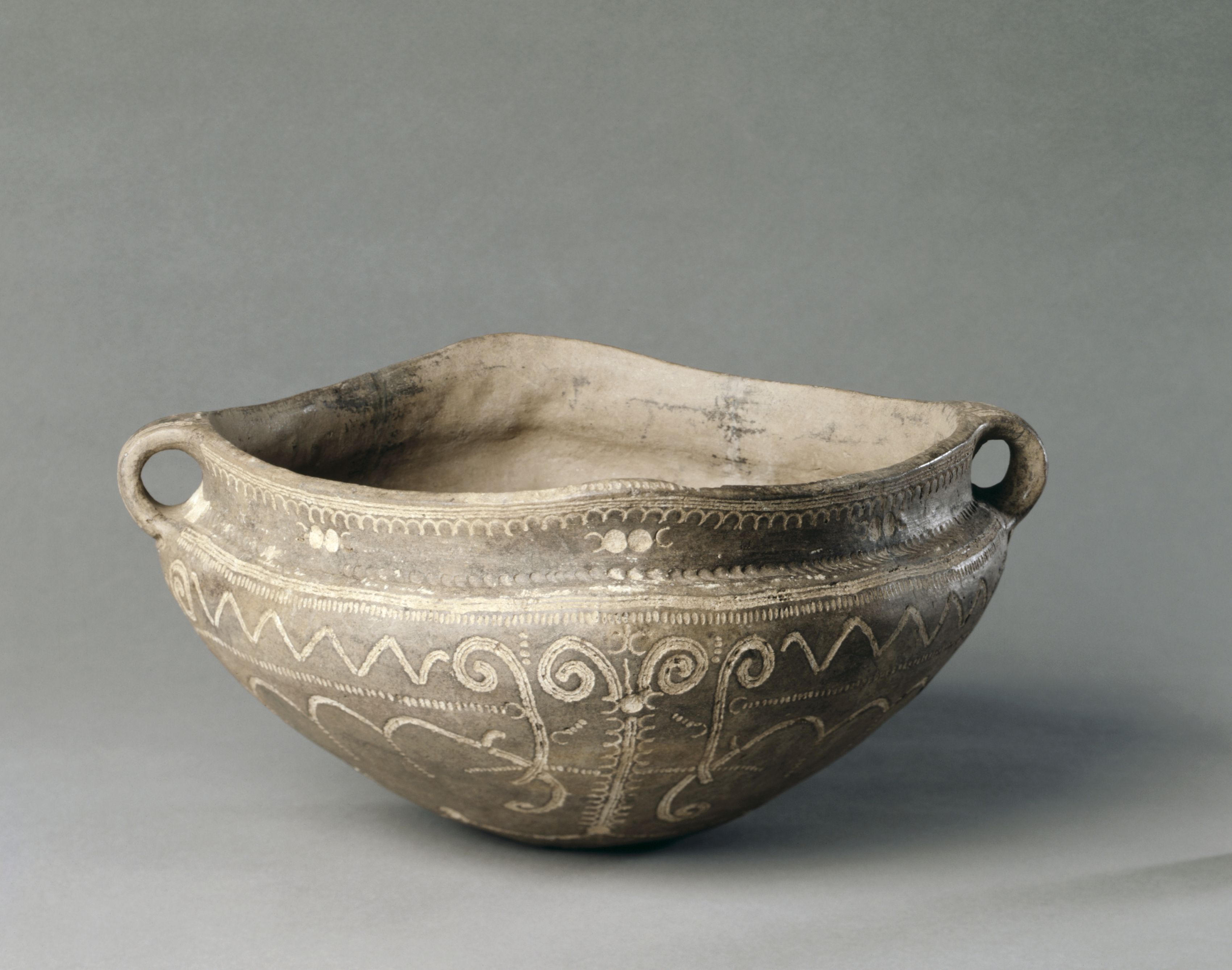
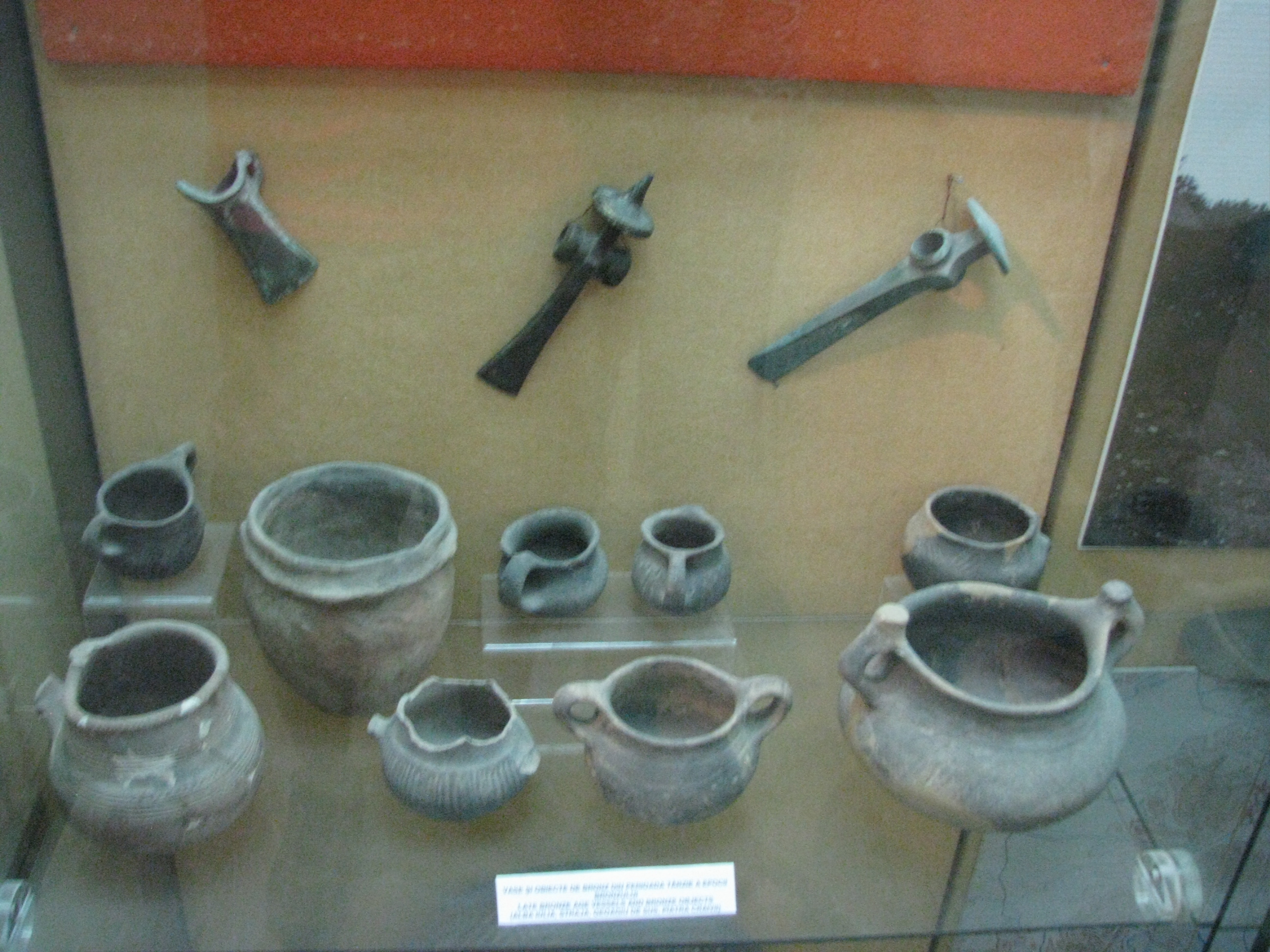
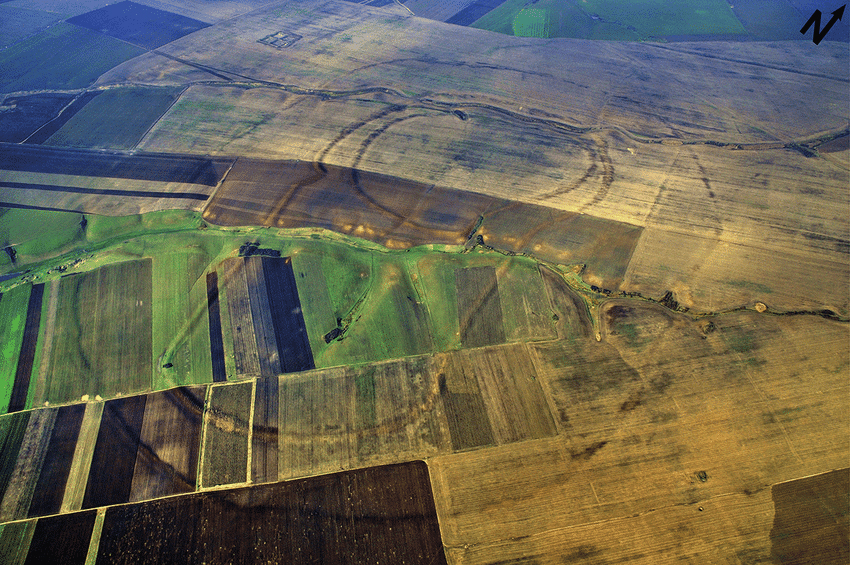
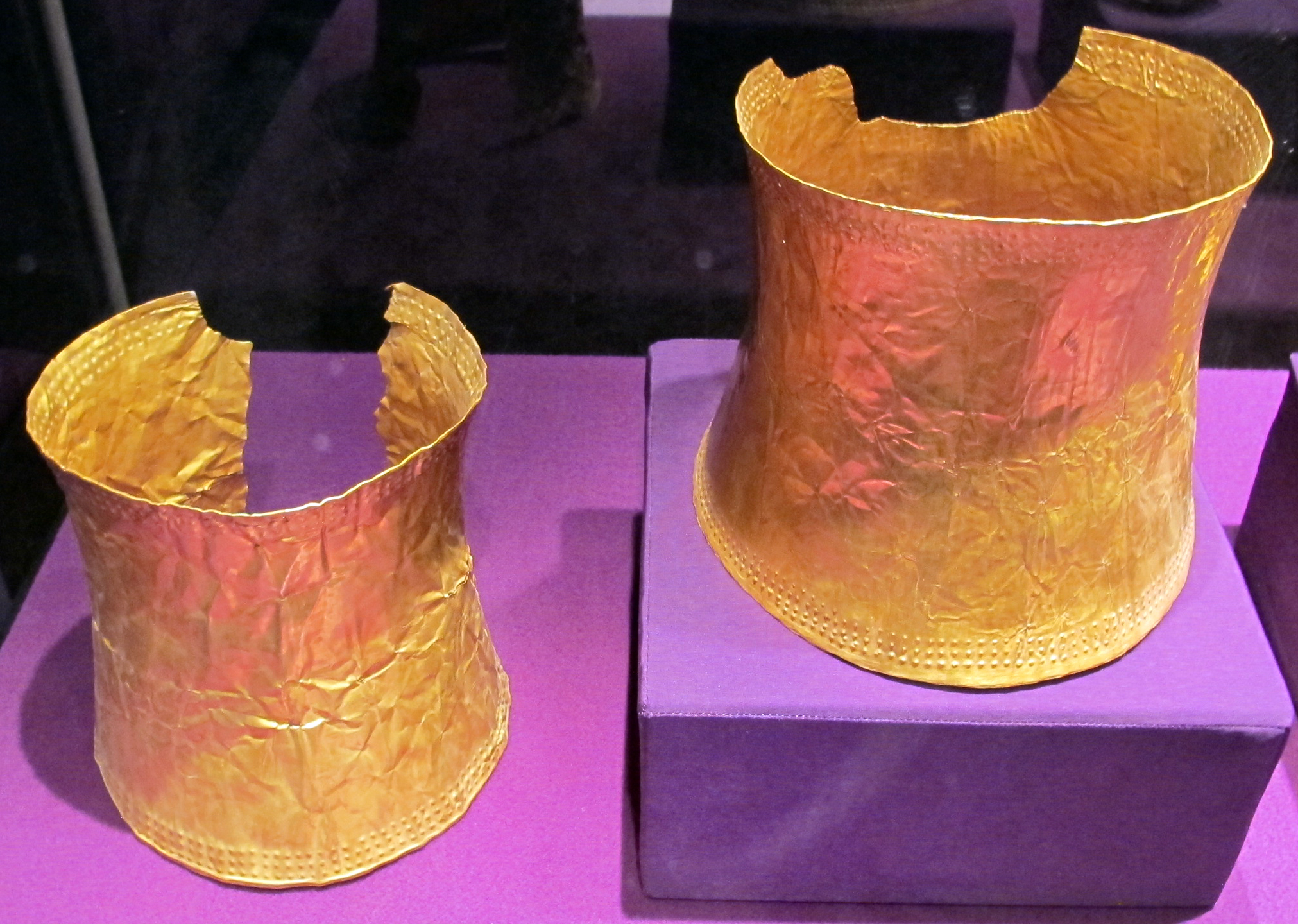
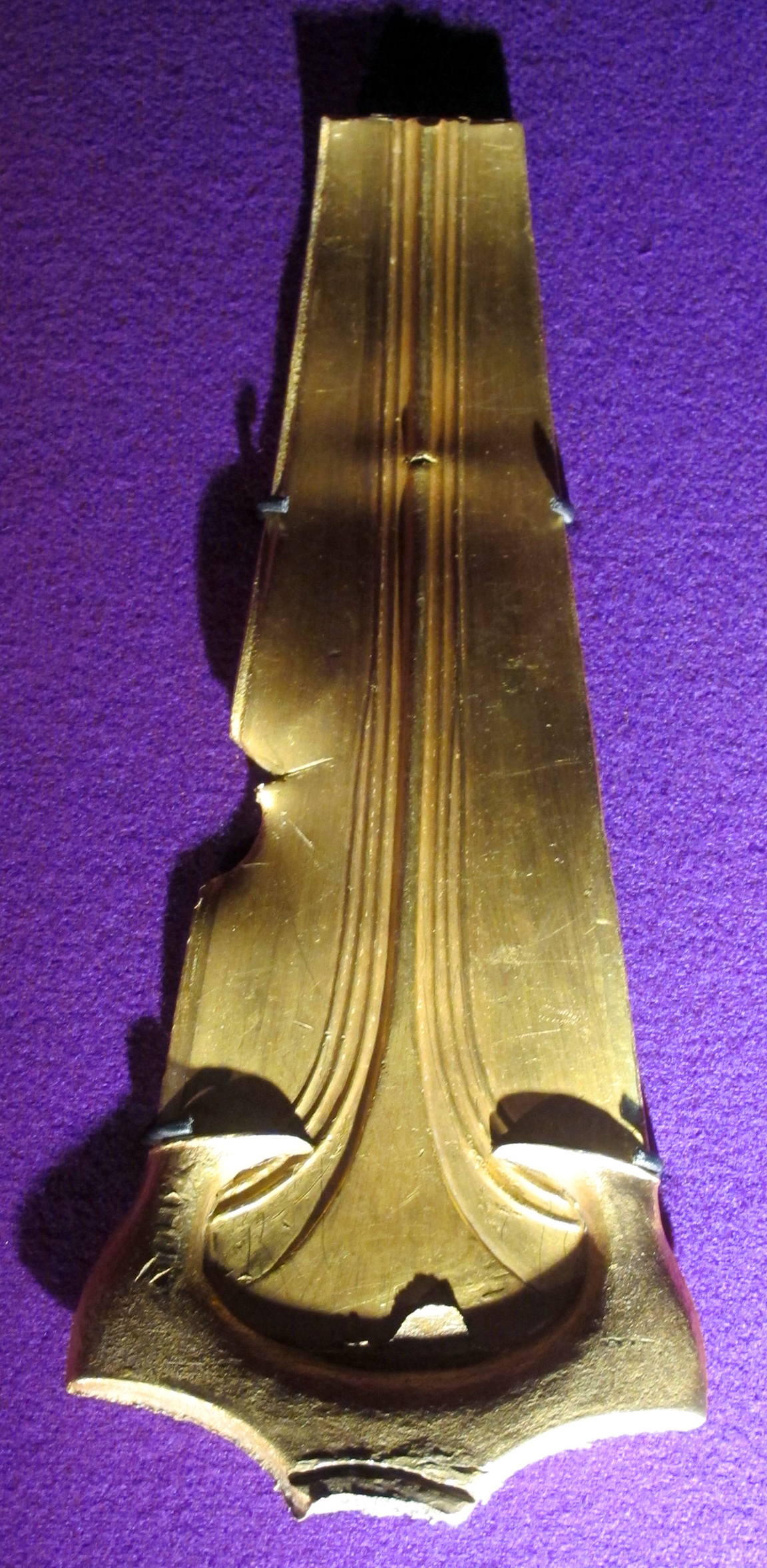
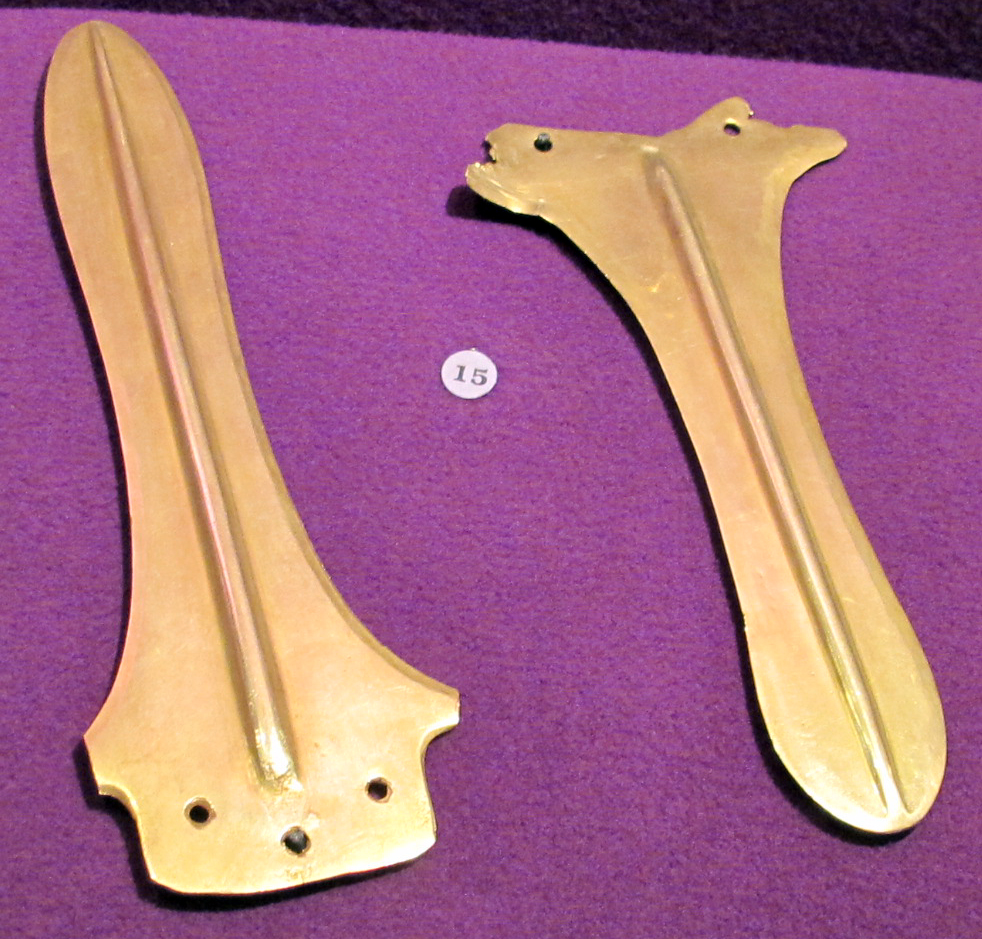
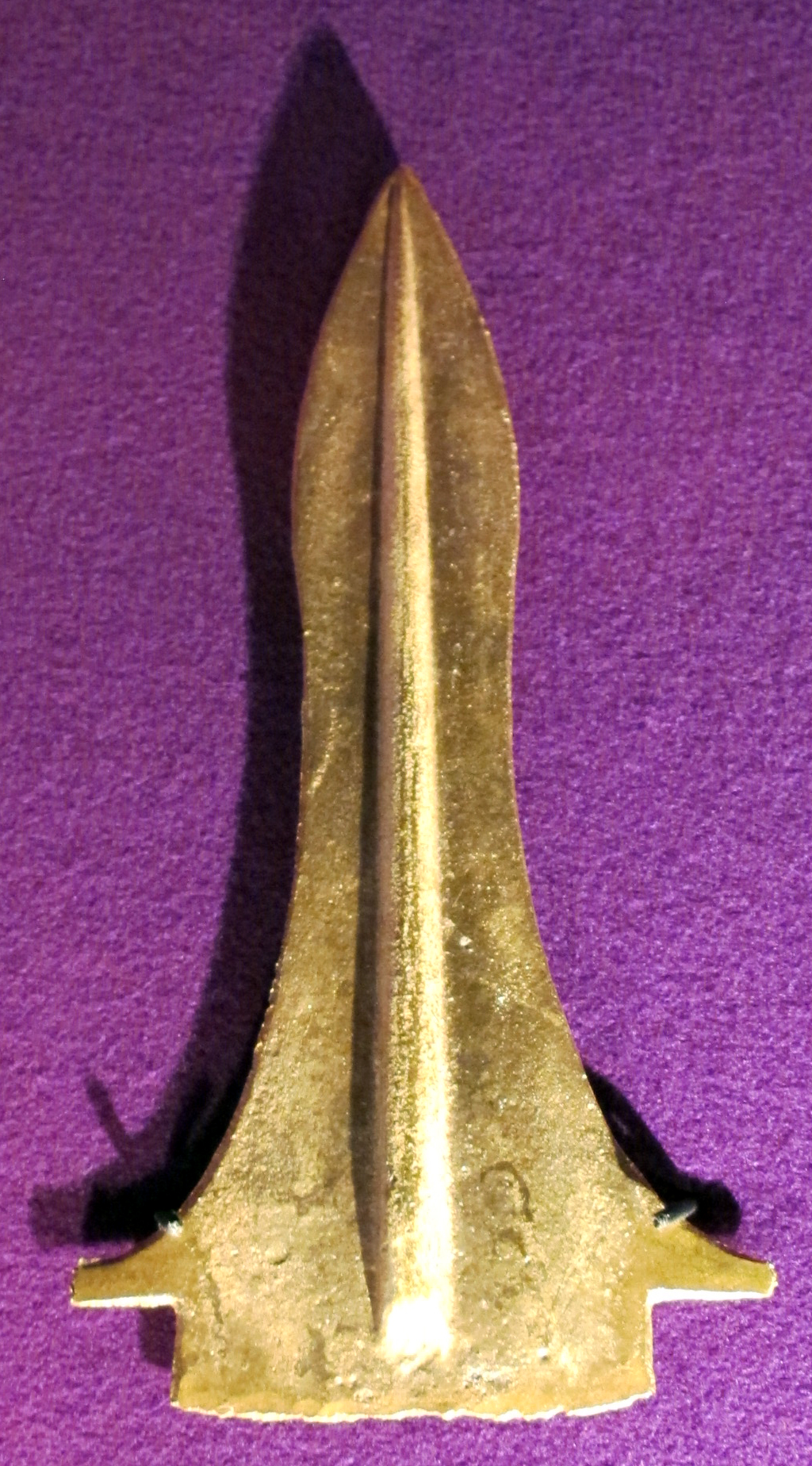
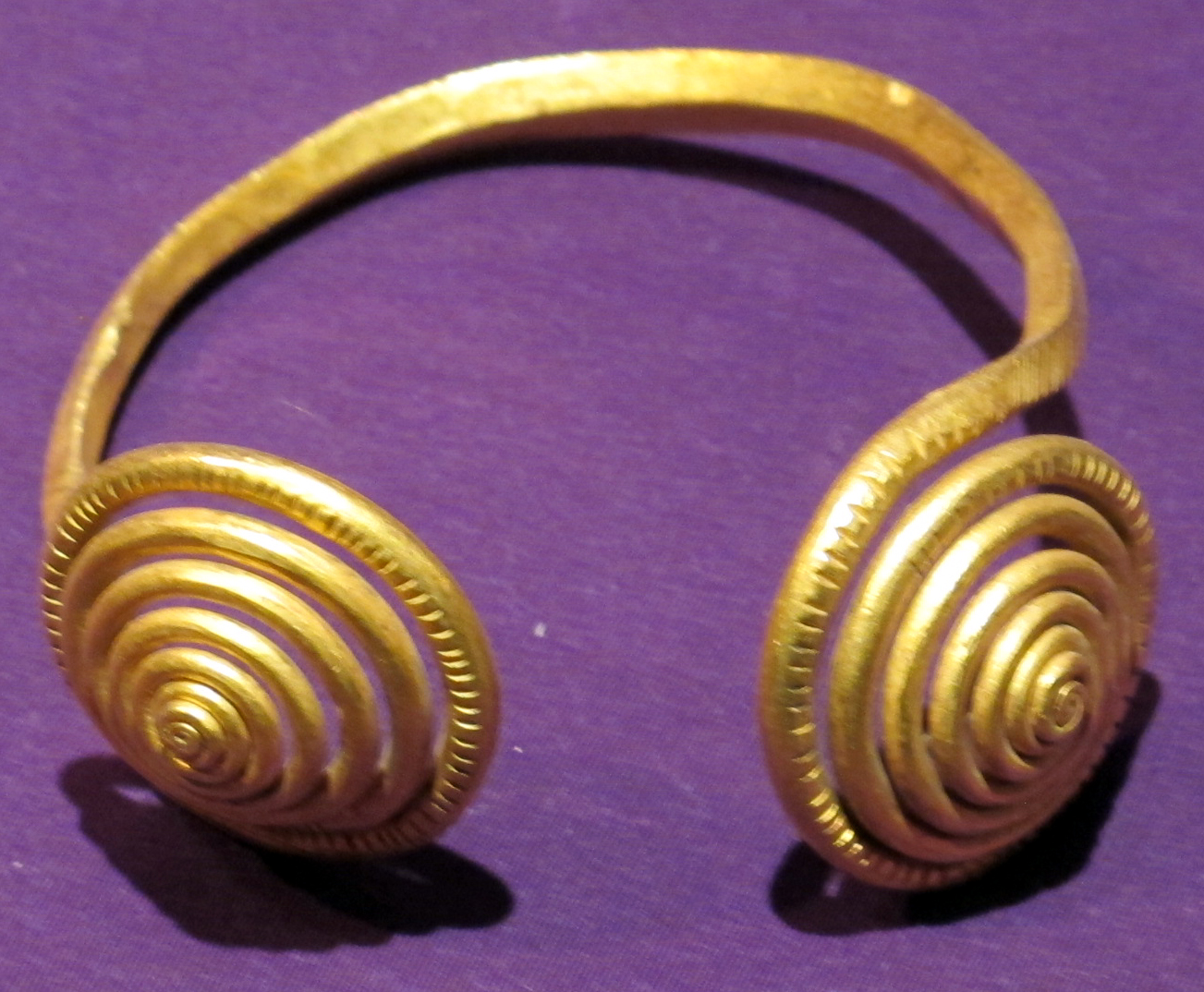
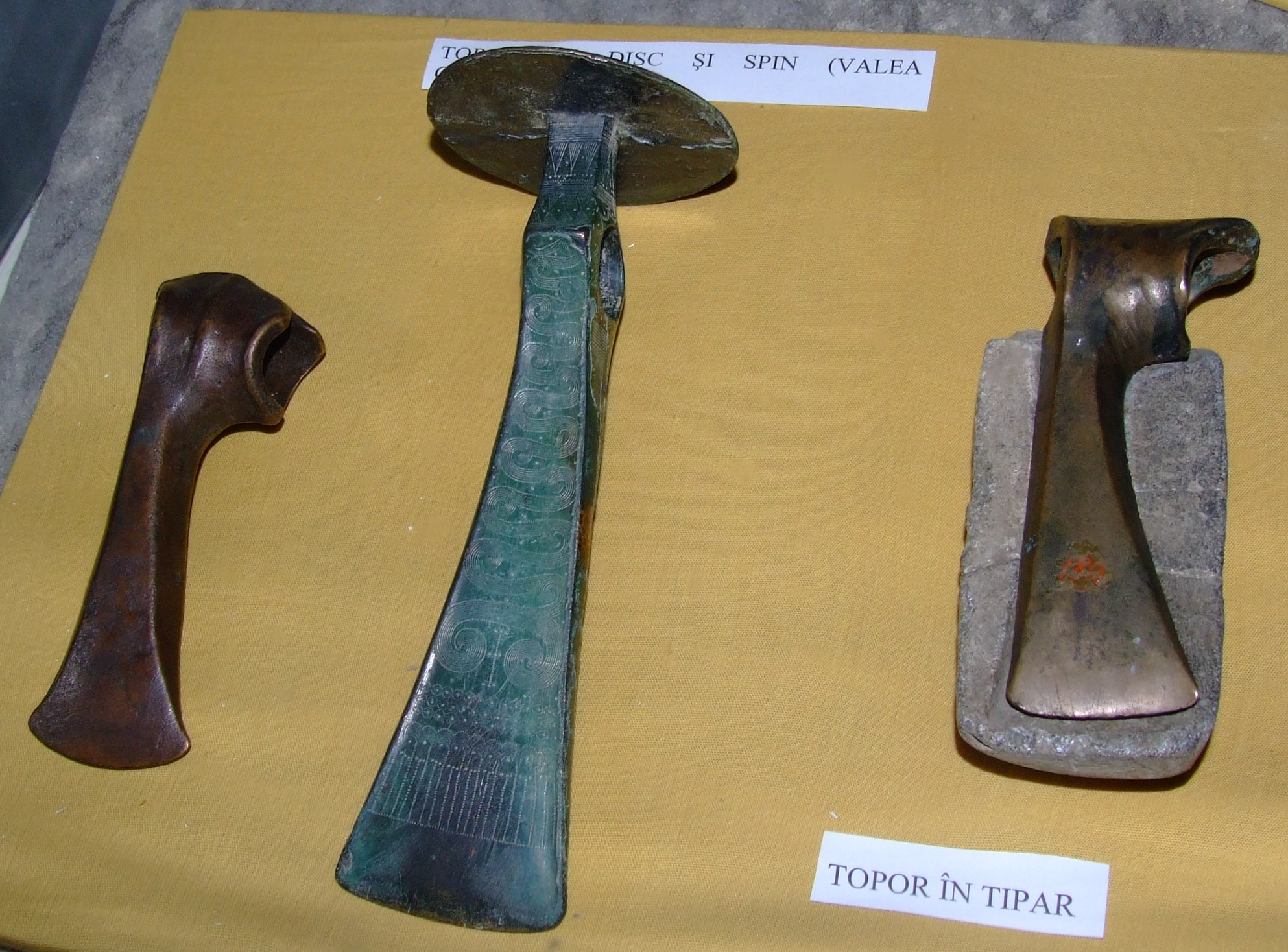
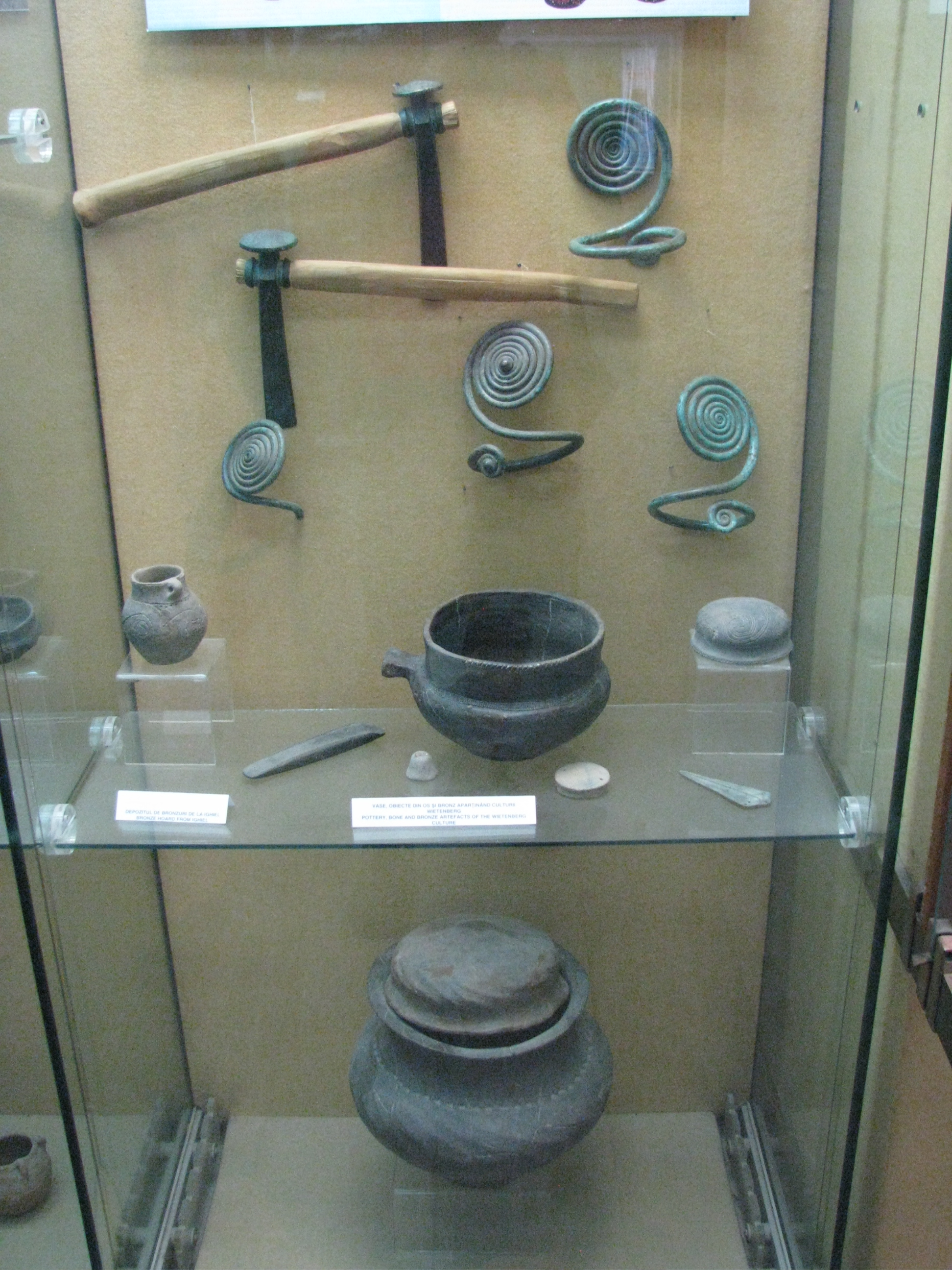
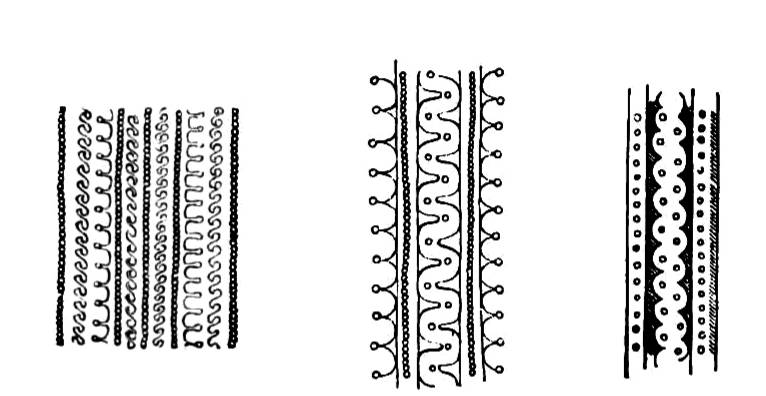
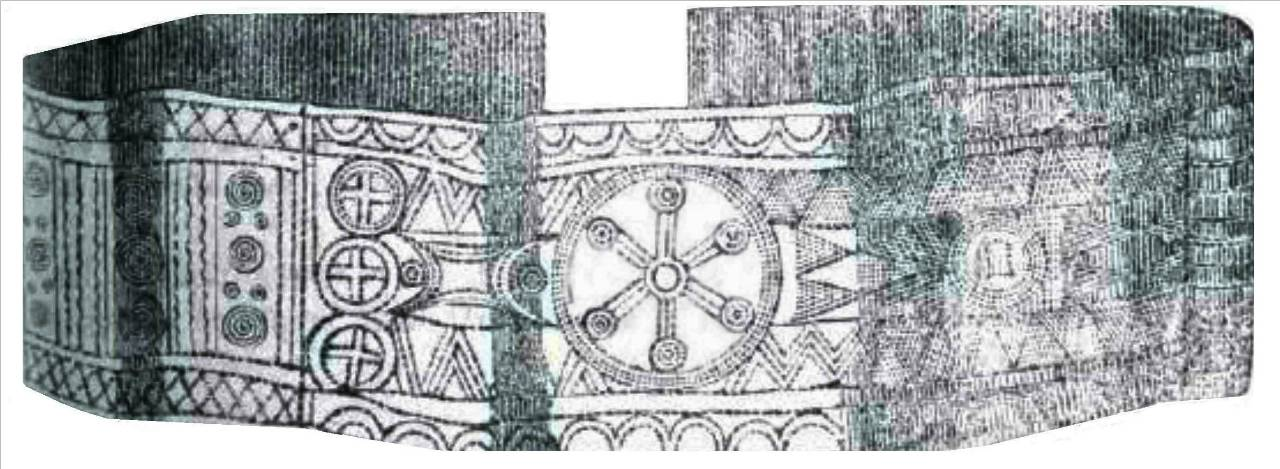
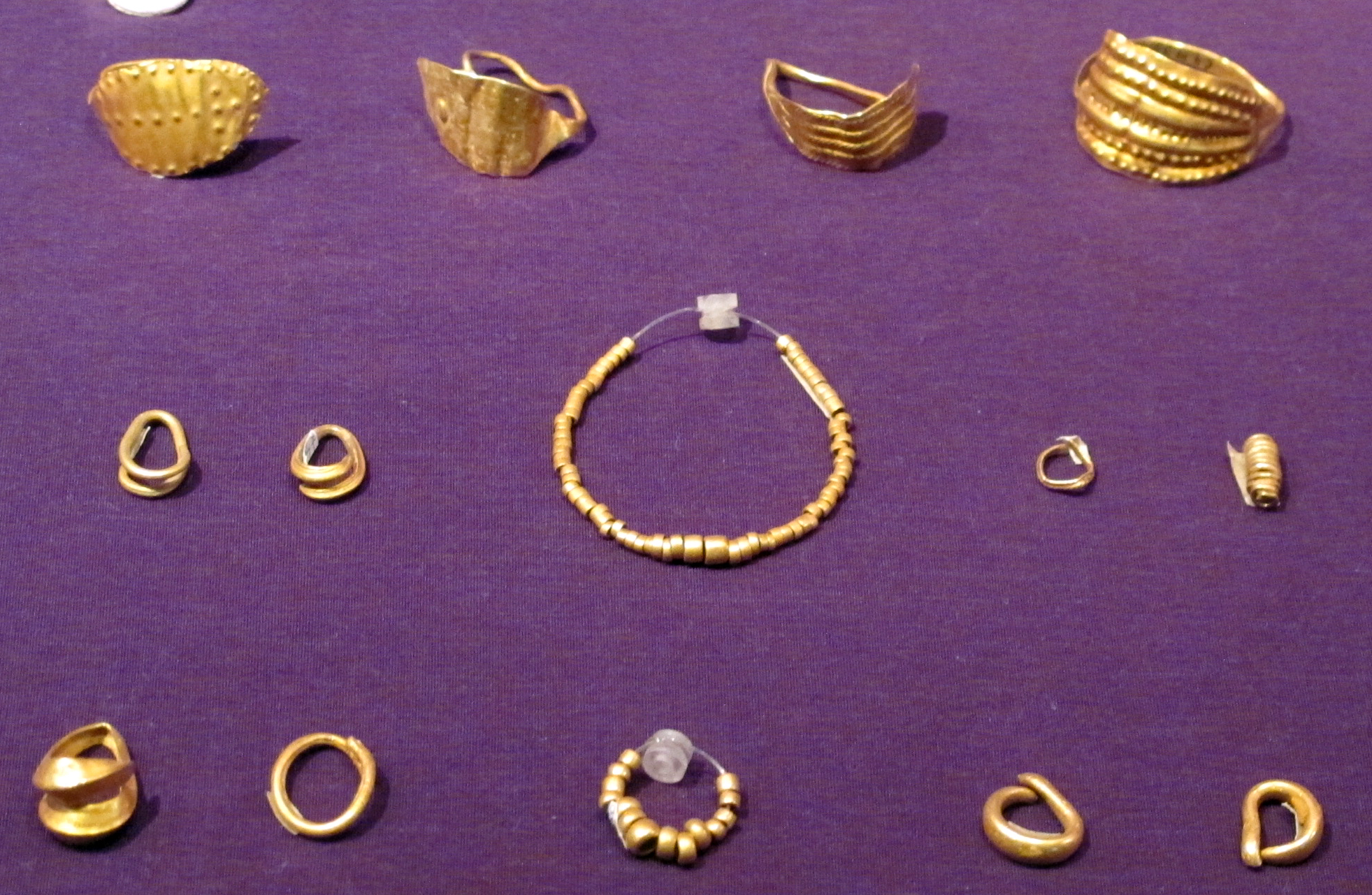
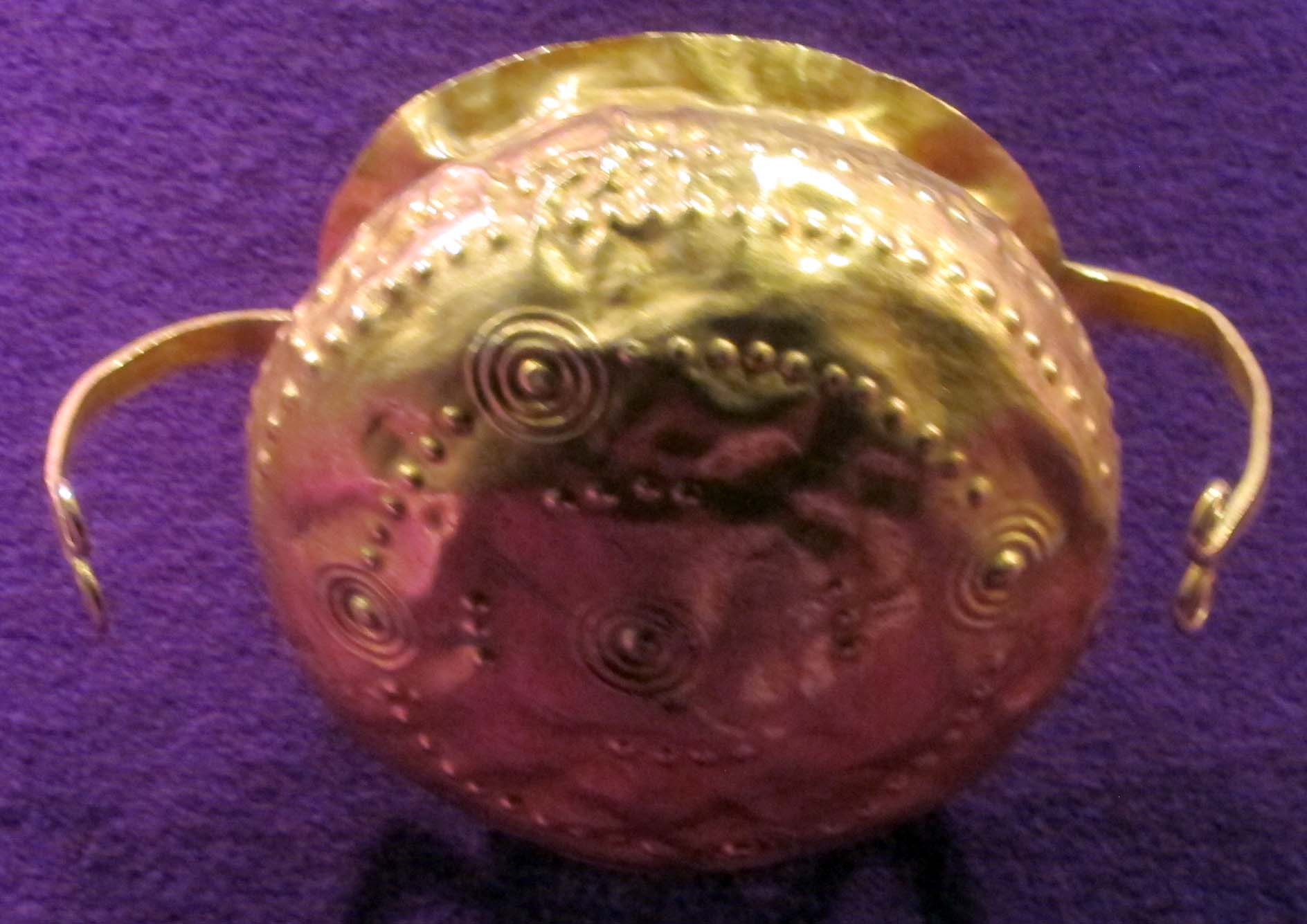
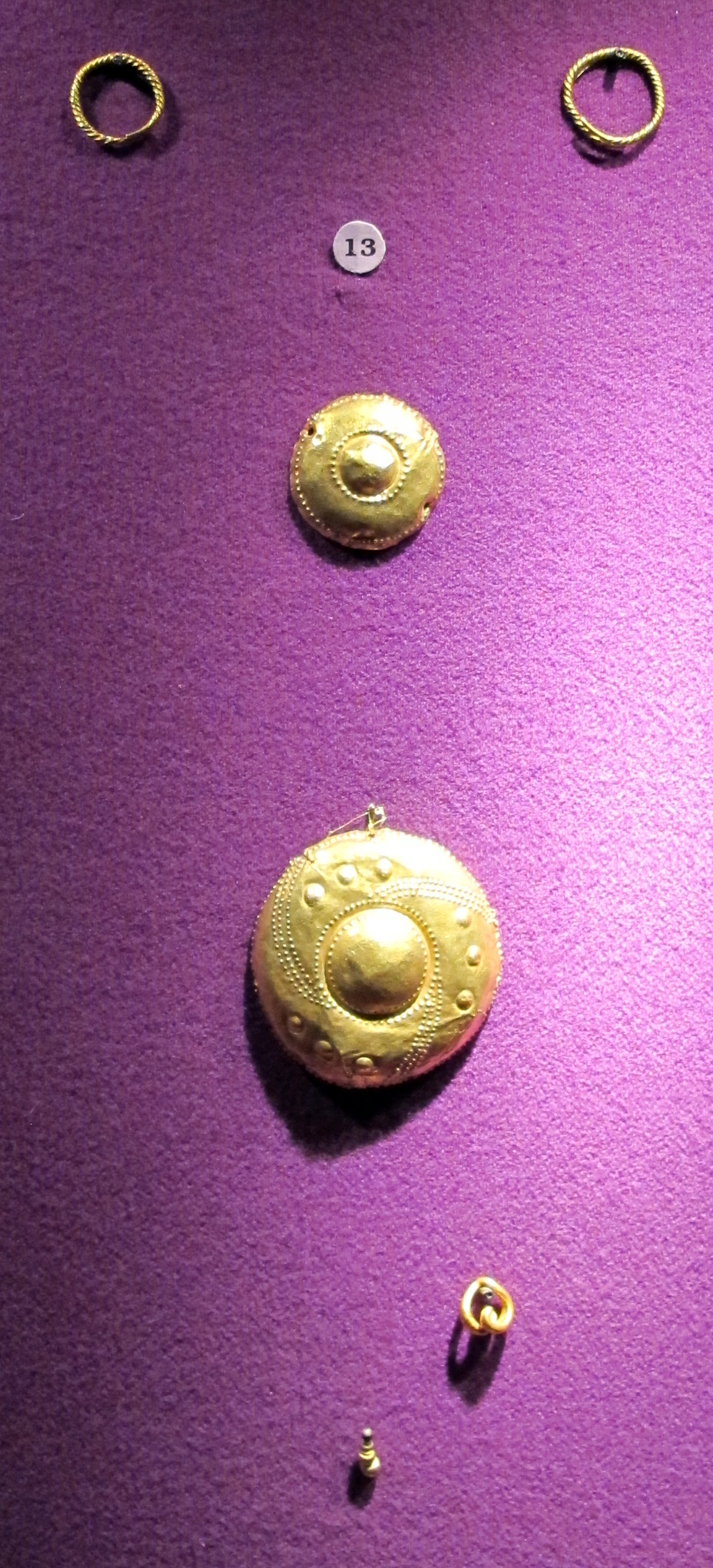
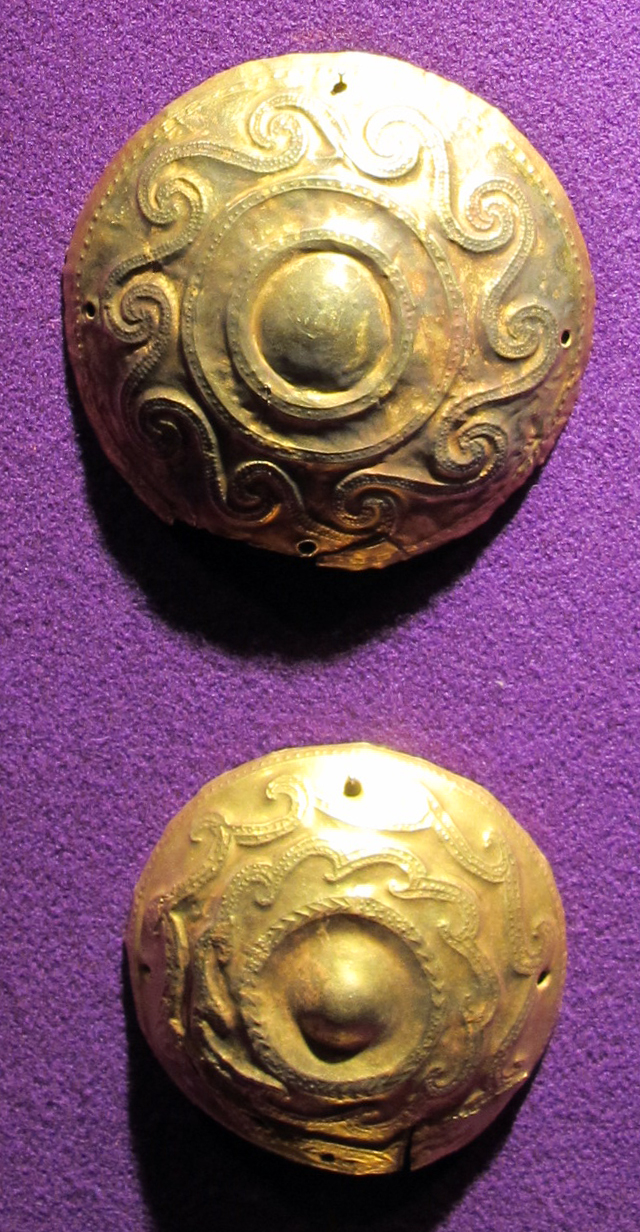

## روابط خارجية
- https://web.archive.org/web/20110913223325/http://prehistoire.e-monsite.com/rubrique٪2Cepoca-bronzului-ii٪2C1112106.html
- https://web.archive.org/web/20120317115249/http://www.archaeology.ro/imc_verb.htm
- https://web.archive.org/web/20110927235724/http://www.archaeology.ro/imc_mont.htm